# Ábalos (Spanje)
Ábalos is een gemeente in de Spaanse provincie en regio La Rioja met een oppervlakte van 18,10 km². Ábalos telt 249 inwoners (1 januari 2016).